# Archie Glen
Archibald "Archie" Glen (født 16. april 1929, død 30. august 1998) var en skotsk fodboldspiller (winghalf).
På klubplan tilbragte Glen hele sin aktive karriere, fra 1948 til 1960, hos Aberdeen F.C. Her var han i 1955 med til at sikre klubben det skotske mesterskab samt sejr i Liga Cuppen.
Glen spillede desuden to kampe for Skotlands landshold mod henholdsvis Nordirland og England.

## Titler
Skotsk mesterskab
- 1955 med Aberdeen

Scottish League Cup
- 1955 med Aberdeen